# Mercedes-Benz EQS
Unter der Bezeichnung Mercedes-Benz EQS wird seit 2021 eine batterieelektrisch angetriebene Fließhecklimousine (V 297) und seit 2022 ein batterieelektrisch angetriebenes SUV (X 296) der Mercedes-Benz Group angeboten. Die im gleichen Marktsegment positionierten Verbrennermodelle vermarktet Mercedes-Benz als S-Klasse bzw. als GLS.
Auf der IAA 2019 wurde mit dem Vision EQS ein erster Ausblick auf die Fließhecklimousine und auf der IAA 2021 mit dem Concept EQS ein erster Ausblick auf das SUV gezeigt.

## Modelle des EQS

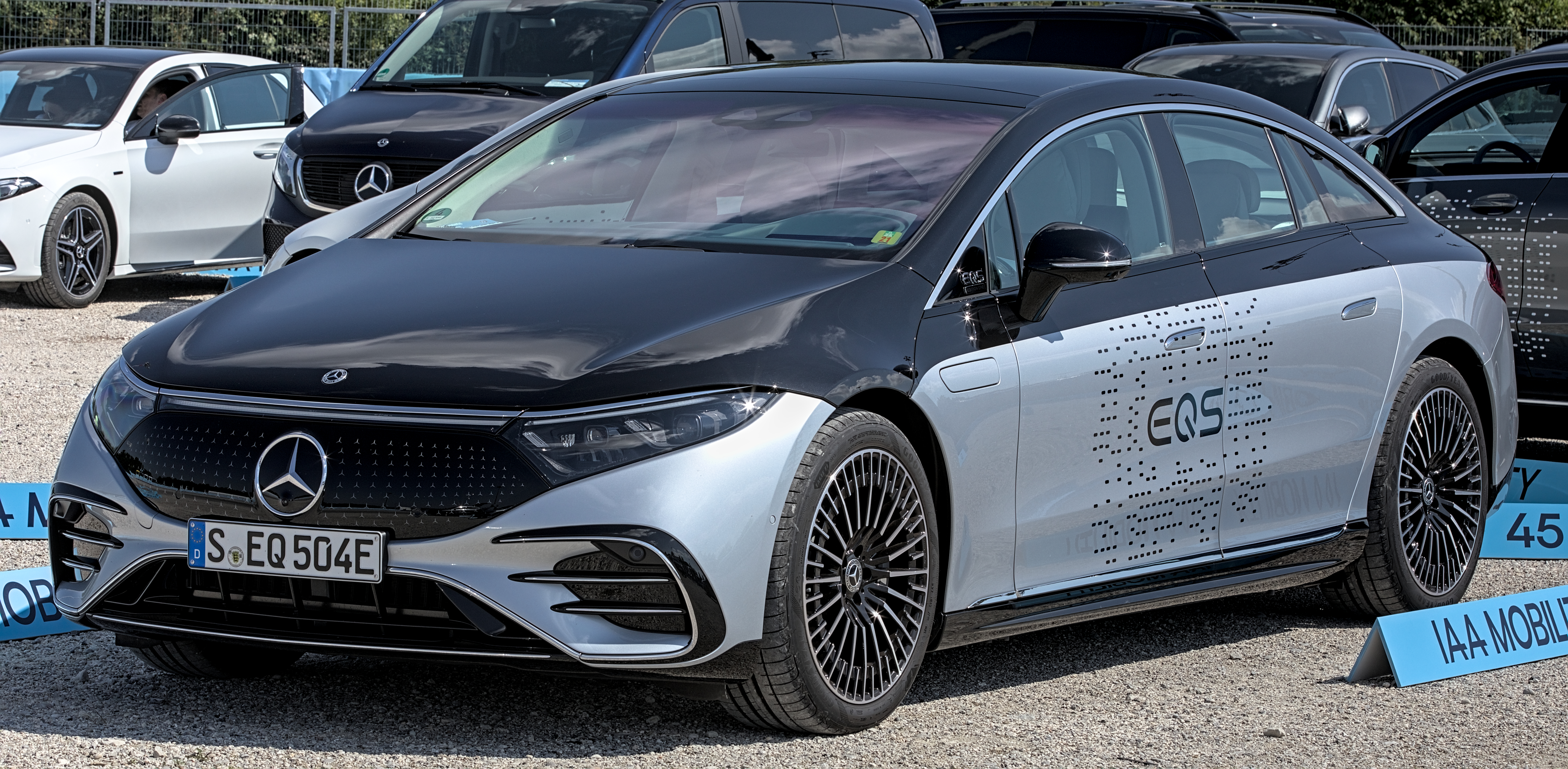
Mercedes-Benz EQS (V 297, seit 2021)
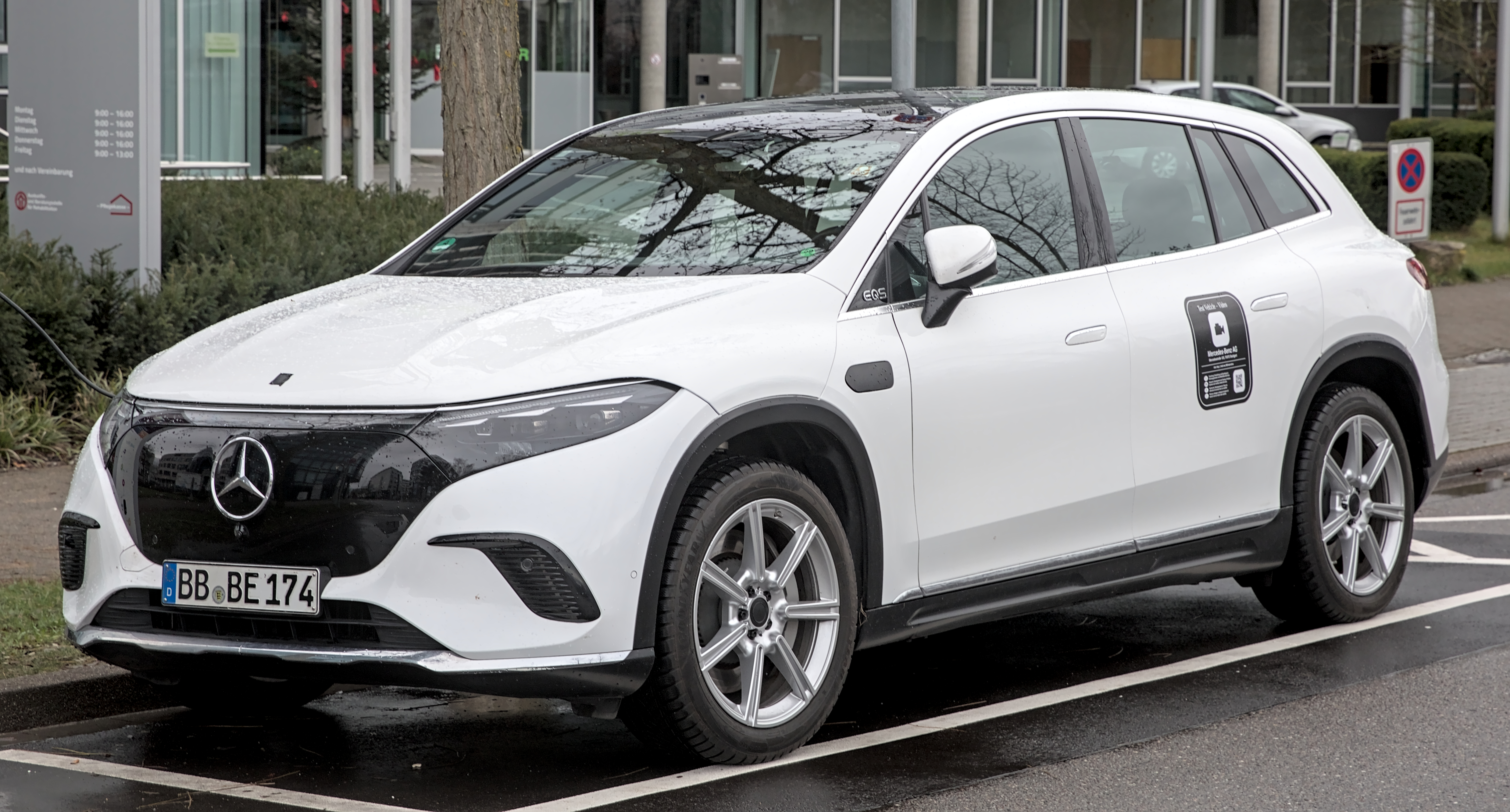
Mercedes-Benz EQS SUV (X 296, seit 2022)

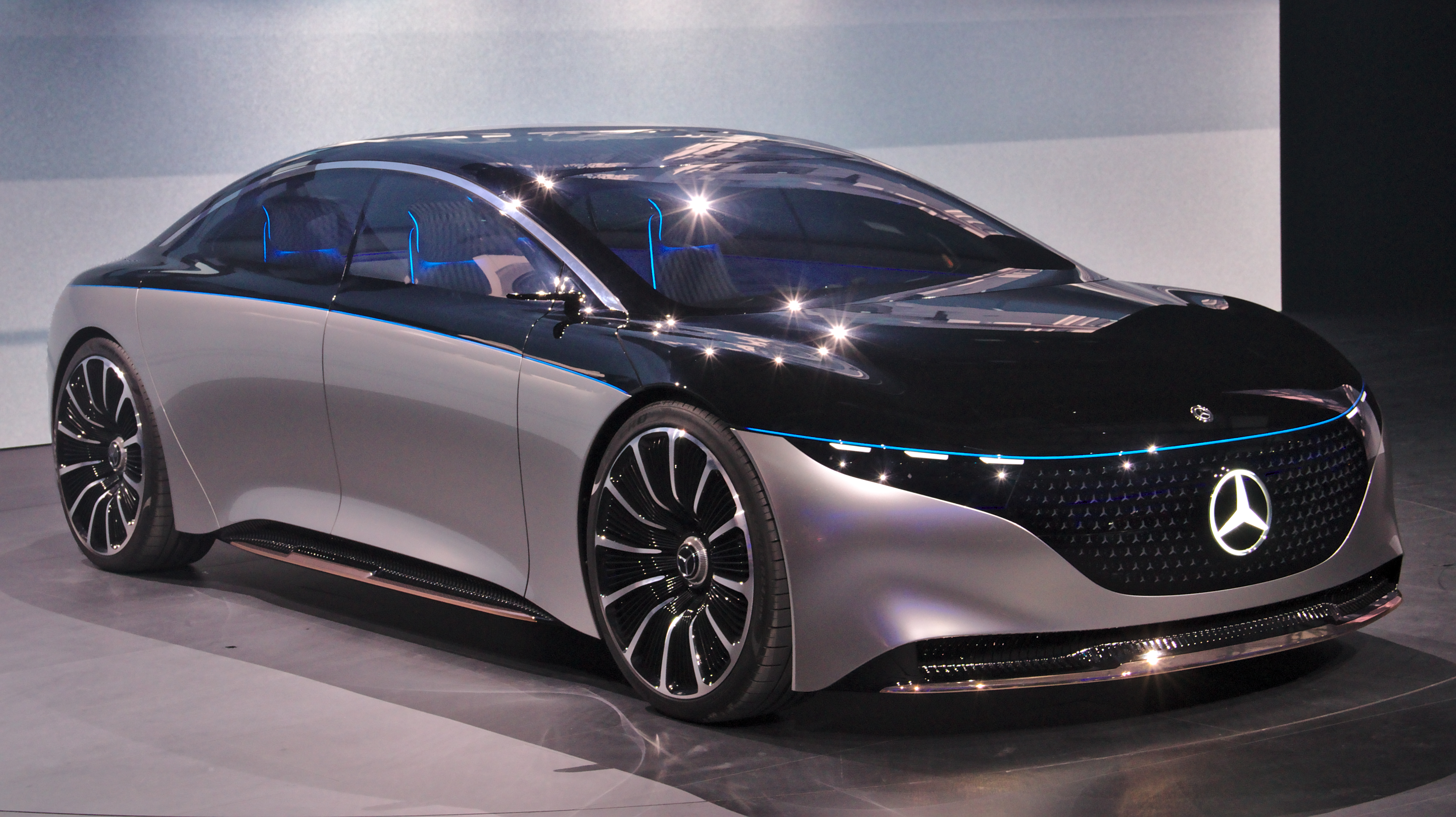
Mercedes-Benz Vision EQS (IAA 2019)
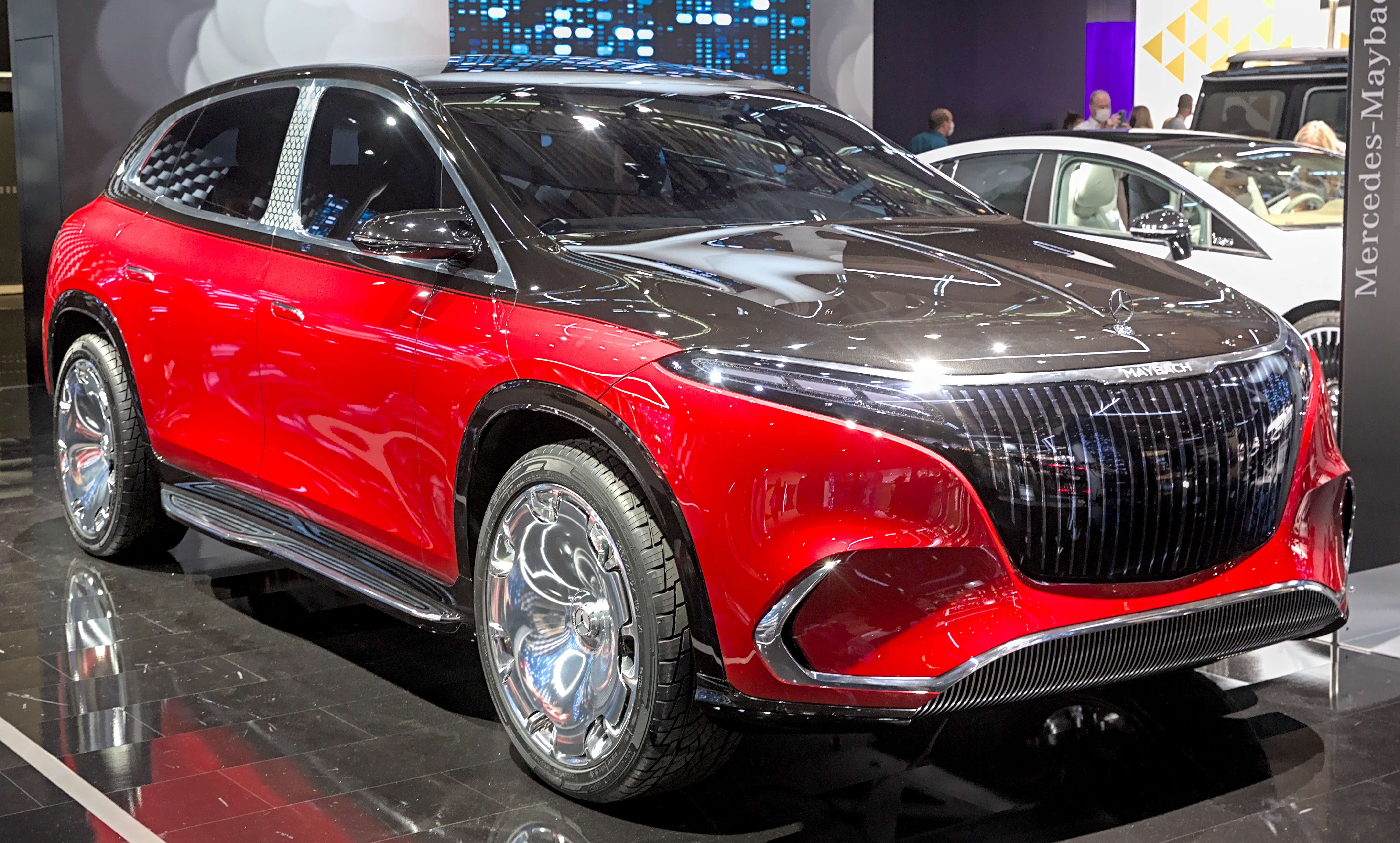
Mercedes-Maybach Concept EQS (IAA 2021)